# Feick Building
El Feick Building es un edificio comercial histórico ubicado en 158-160 E. Market St. en Sandusky, Ohio (Estados Unidos).

## Descripción e historia
Fue construido a una altura de tres pisos en 1909 y se aumentó a ocho pisos en 1916.  Fue diseñado por Purcell & Feick, que era una asociación arquitectónica con sede en Minneapolis formada por dos compañeros de clase de Cornell, uno de ellos George Feick, Jr.
El edificio fue construido en 1916 por George Feick, Sr., de Sandusky.
Fue incluido en el Registro Nacional de Lugares Históricos en 2009. 